# Nana-Mambéré
 Nana-Mambéré er et af de 20 præfekturer i Den Centralafrikanske Republik med hovedstad i byen Bouar. Det har et areal på 26.600 km2 og en befolkning på 233.666 (folketælling 2003). I 2024, anslog man officielt at befolkningen havde nået  371.863 indbyggere.

## Inddeling
Nana-Mambéré er inddelt i 4 underpræfekturer:
- Bouar
- Baboua
- Baoro
- Abba

Hovedstaden er byen Bouar. Den var en del af Kamerun, da den var en tysk koloni mellem 1884 og 1916. Andre steder i Nana-Mambéré er Abba, Baboua, Gallo og Yanoye. Bouar, hovedbyen i Nana-Mambéré, fungerer som hovedkvarter for den evangelisk-lutherske kirke for Den Centralafrikanske Republik. Kirkens præsteseminarium og bibelskole ligger i Baboua.

## Geografi
Præfekturet ligger i den vestlige del af landet og grænser op til præfekturet Ouham-Pendé mod nordøst, præfekturet Ombella-Mpoko mod øst, præfekturet Mambéré mod syd og Cameroun mod vest. Præfekturet omfatter Yadémassivet, som strækker sig fra det østlige Cameroun til det vestlige Den Centralafrikanske Republik.